# Tricentrus decurvatus
Tricentrus decurvatus är en insektsart som beskrevs av William D. Funkhouser. Tricentrus decurvatus ingår i släktet Tricentrus och familjen hornstritar. Inga underarter finns listade i Catalogue of Life.